# بابر عبدخالقوف
بابر عبدخالقوف (انگلیسی: Bobur Abdikholikov؛ زادهٔ ۲۳ آوریل ۱۹۹۷) بازیکن فوتبال اهل ازبکستان است.
از باشگاه‌هایی که در آن بازی کرده‌است می‌توان به باشگاه فوتبال نسف قرشی اشاره کرد.
وی همچنین در تیم‌های ملی فوتبال زیر ۱۹ سال، زیر ۲۳ سال و بزرگسالان ازبکستان بازی کرده‌است.